# کریستین کوریا دیونسیو
کریستین کوریا دیونسیو (به پرتغالی: Christian Corrêa Dionisio) بازیکن فوتبال در پست مهاجم اهل برزیل است که در شهر پورتو الگره و در تاریخ ۲۳ آوریل ۱۹۷۵ به دنیا آمده‌است.

## باشگاهی
کریستین کوریا دیونسیو در تیم‌های فوتبال پالمیراس، بوردو، گالاتاسرای، گرمیو، سائو پائولو، بوتافوگو، کورینتیانس، ماریتیمو، باشگاه فوتبال پاچوکا، باشگاه ورزشی اینترناسیونال و پاری سن ژرمن سابقهٔ حضور دارد.

## تیم ملی
این بازیکن همچنین در سال، ۱۹۹۷ – ۲۰۰۱ برای، تیم ملی فوتبال برزیل به میدان رفته‌است